# Eumelea antipnoa
Eumelea antipnoa är en fjärilsart som beskrevs av Louis Beethoven Prout 1925. Eumelea antipnoa ingår i släktet Eumelea och familjen mätare. Inga underarter finns listade i Catalogue of Life.